# Bűnbánóknak menedéke
A Bűnbánóknak menedéke kezdetű nagyböjti ének dallamát Zsasskovszky Endre szerezte. Szövegét Sebők László írta.
Feldolgozás:
| Szerző       | Mire      | Mű                   |
| ------------ | --------- | -------------------- |
| Bárdos Lajos | vegyeskar | Bűnbánóknak menedéke |

## Kotta és dallam
| Bűnbánóknak menedéke! Trónusodhoz eljövünk, Ah! mert máshol nincs üdv s béke, Jézus, irgalmazz nekünk. | Szenvedésed drága árán Váltottad meg életünk, Ó! ne hagyj el minket árván, Jézus, kegyelmezz nekünk.       | Hisszük, Uram, mindazt, amit Üdvünk végett hinni kell, Amit a Szentegyház tanít, Ebben élünk s halunk el.      |
| Kenyeret s bort áldozatul Felajánlván Teneked, Kérünk, add meg bő jutalmul Megtérésre szent kegyed.    | Jézus teste s vére által, Mit a kenyér s bor jelent, Add, hogy küzdvén a halállal Nyerjünk babért odafent. | Szent vagy, Uram! örökké szent, Mi megváltó Istenünk! Mit a szentek zengnek ott fent, Add nekünk is zengenünk. |

## Felvételek
- Bűnbánóknak menedéke - énekversenyhez. gloria.tv (Hozzáférés: 2016. december 16.) (audió)
- Bűnbánóknak menedéke. YouTube (2015. február 21.)  (Hozzáférés: 2016. december 16.) (videó)
- Bűnbánóknak menedéke. YouTube (2016. március 17.)  (Hozzáférés: 2016. december 16.) (videó)